# 北防波堤ドーム

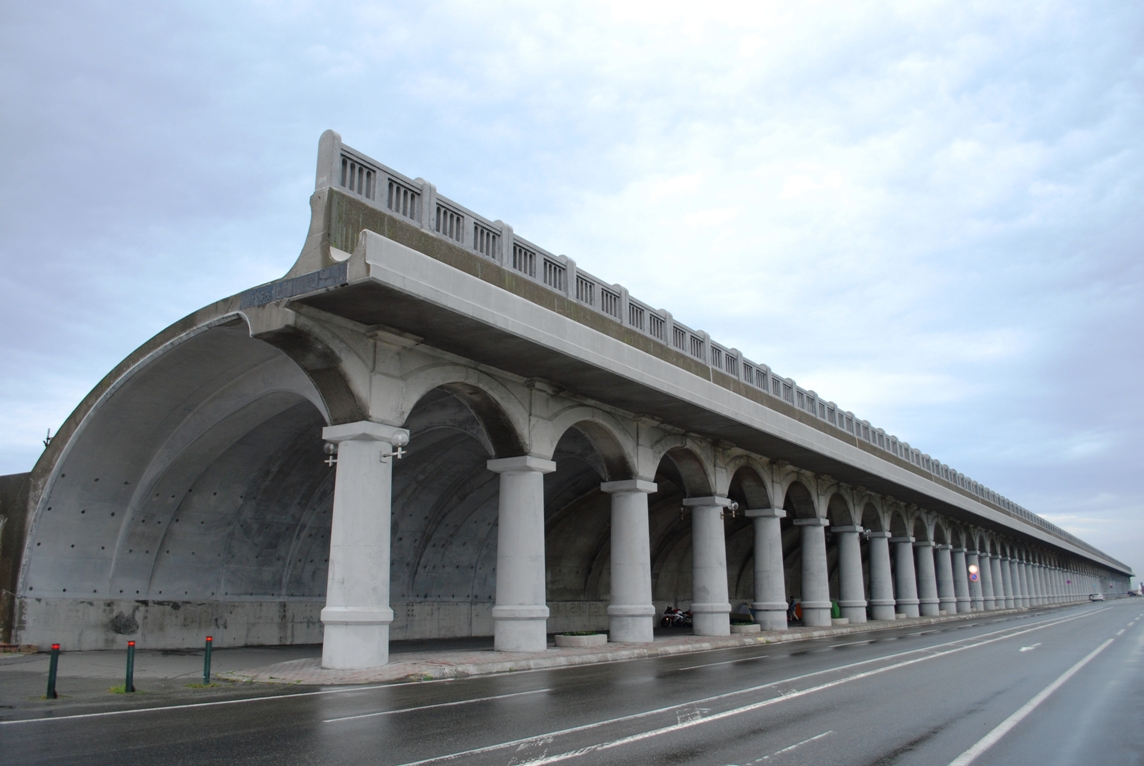
北防波堤ドーム（全景）

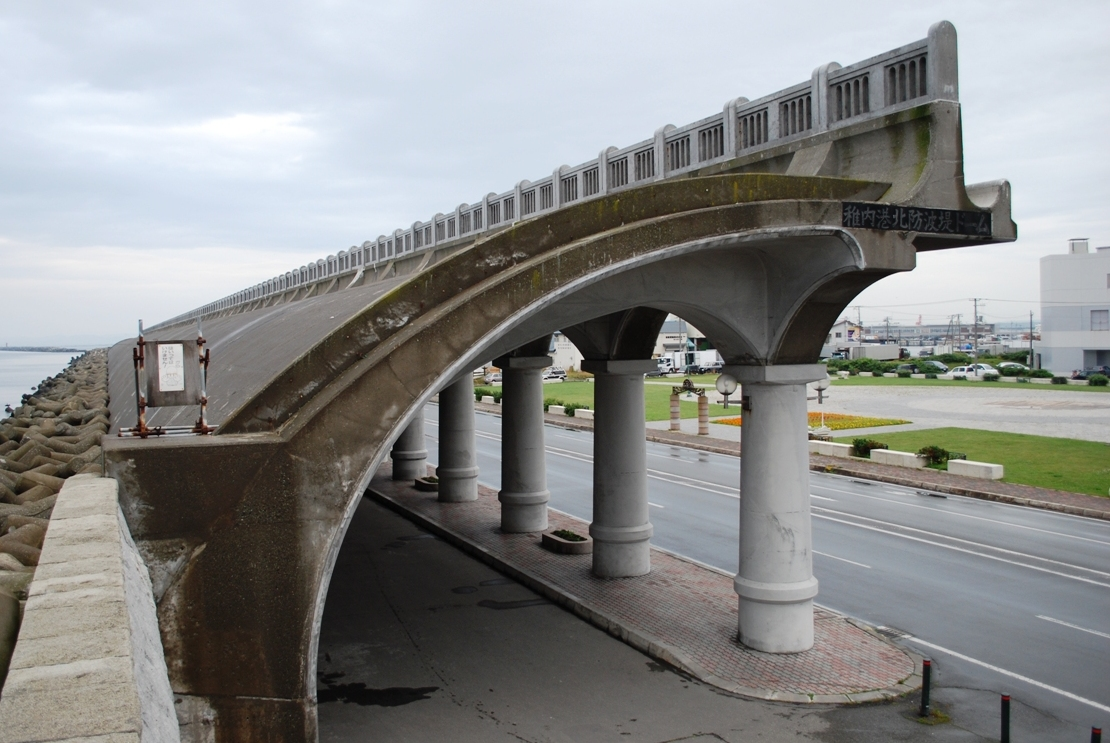
北防波堤ドーム（海側）

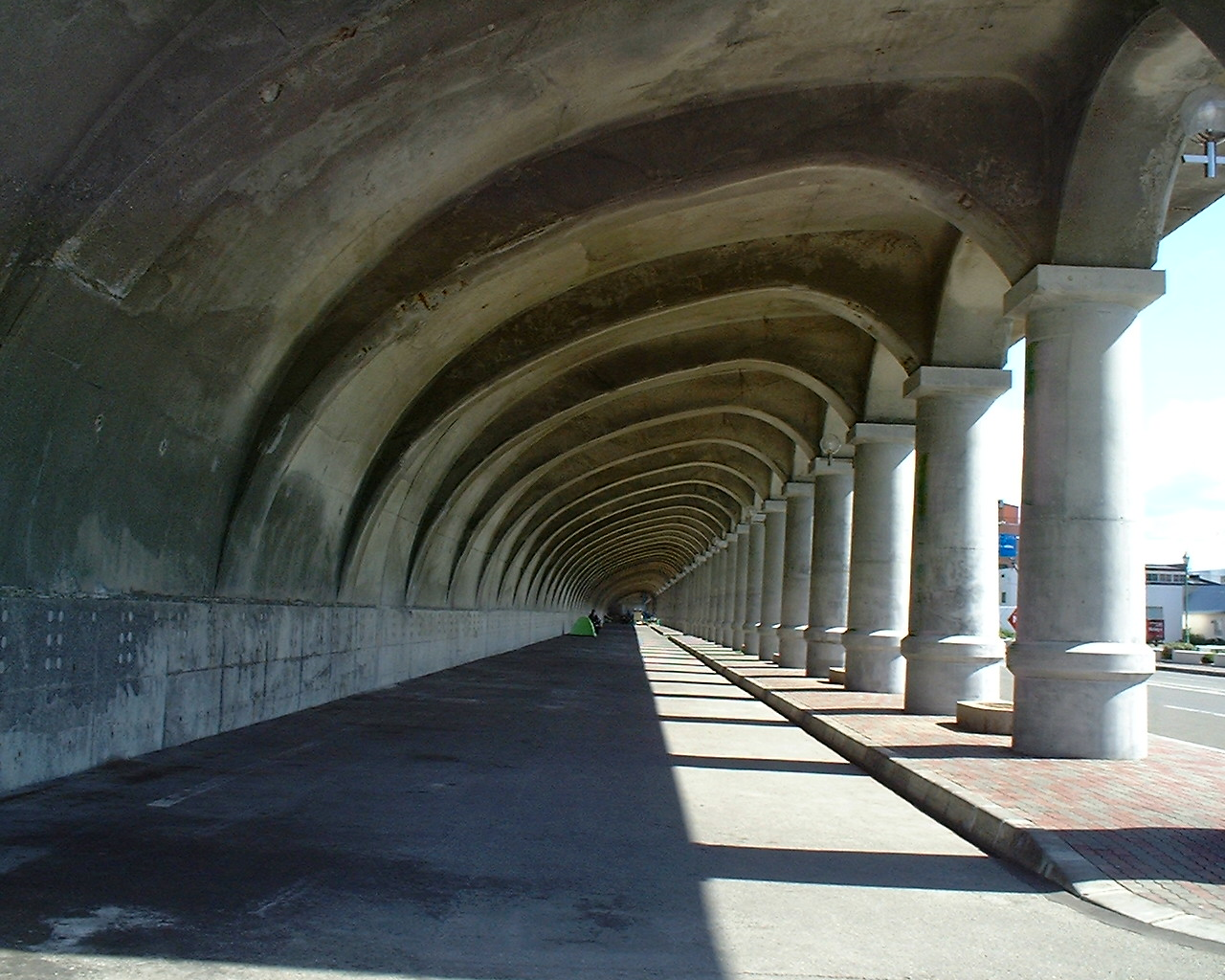
内部

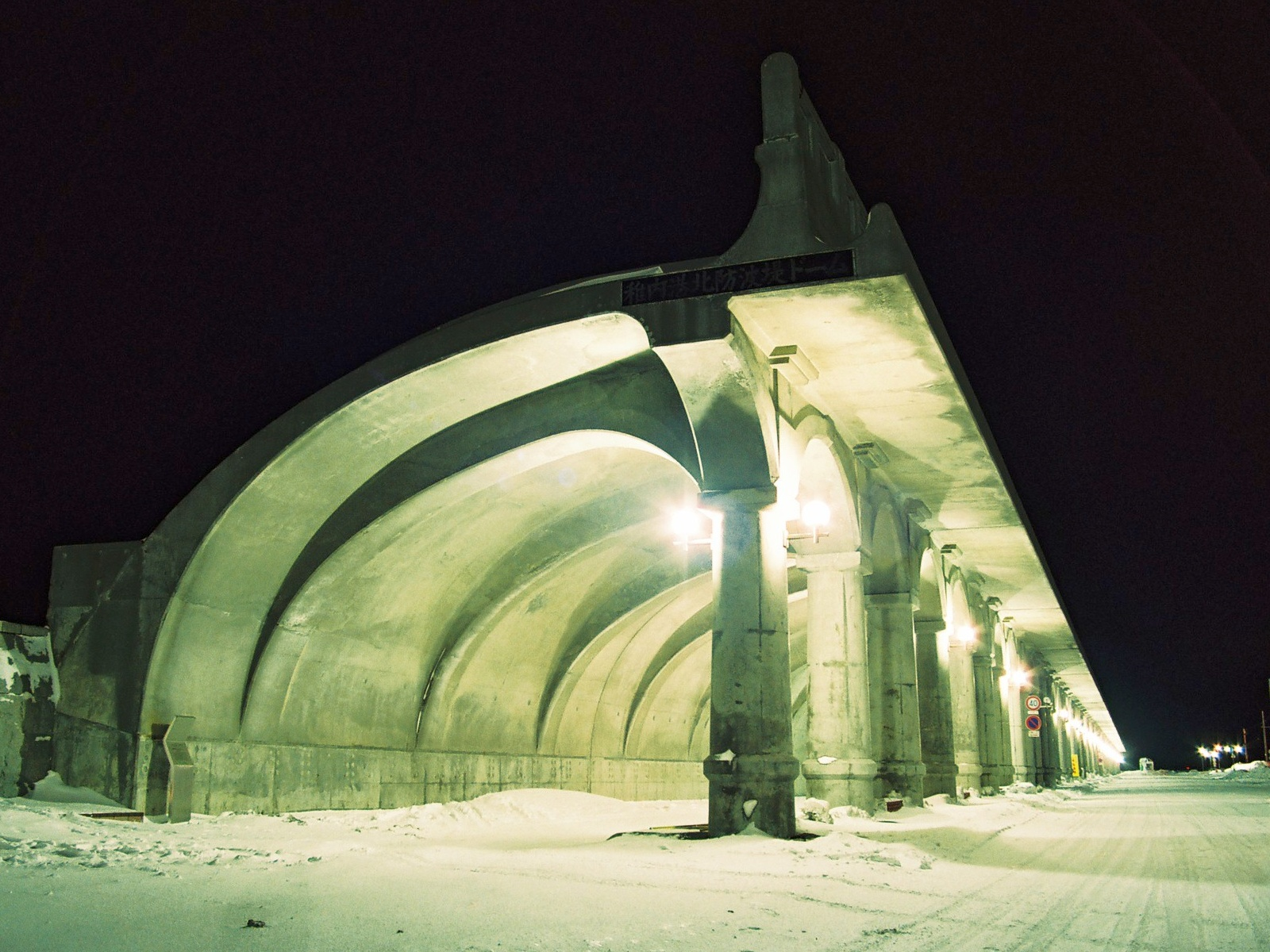
夜景

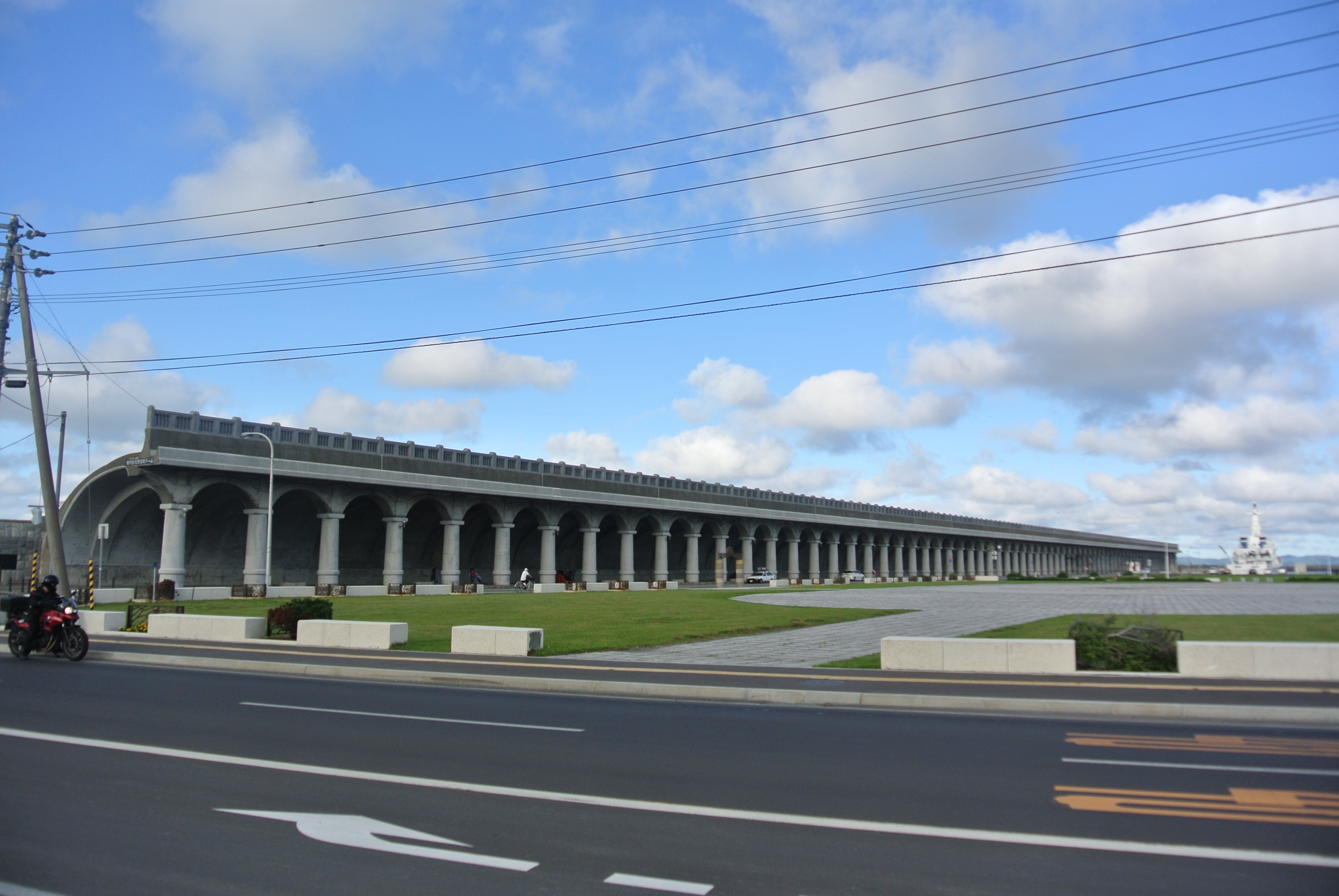
北防波堤ドーム

北防波堤ドーム（きたぼうはていドーム）とは、北海道稚内市の稚内港にある大型の防波堤である。「稚内港北防波堤ドーム」として土木学会選奨土木遺産、北海道遺産に選定されている。

## 概要
稚内港の防波堤としての役割および、桟橋から駅までの乗り換え通路を兼用するため、1931年（昭和6年）から5年間をかけて建設された。
防波堤の外観としては異色となるドーム状の形態を取っていることから命名された。高さ約14メートル、長さ427メートル、古代ギリシア建築を彷彿とさせる70本のエンタシス状の柱列群は、斬新な印象を与えている。1981年（昭和56年）に全面改修された。

## 歴史
設計者は土谷実。当時の彼は北海道帝国大学を卒業して3年の26歳で、稚内築港事務所に赴任してきた北海道庁の技師であった。
北海道と樺太を結ぶ鉄道連絡船（稚泊連絡船）の桟橋など港湾施設の保護および、桟橋を利用する乗客の便宜のために作られた。間組（現：安藤ハザマ）が施工した。建設後、稚内駅からドームの手前まで国鉄の線路を延長し、同駅の構内仮乗降場扱いで「稚内桟橋駅」が開設され、乗客はドーム内を歩いて桟橋に待つ連絡船に乗り込んだという。その後、第二次世界大戦を経て終戦を迎えたことから稚泊連絡船は消滅し、これとともに稚内駅から桟橋駅に続く線路も消滅したが、防波堤としての機能は維持されており、以後も礼文島や利尻島への航路など多くの船が発着する稚内港を守り続けている。
現在は北海道遺産の一つとして指定されており、周辺は整備され公園となっている。ドームは、男闘呼組が出演した服部セイコーのCMや三菱・エクリプスクロスのCM、テレビドラマなどのロケ地としても知られるほか、さまざまなイベントに用いられている。またかつては夏になるとツーリングライダーなどの旅行者がテントを貼って野宿する姿がよく見られたが、現在は「野営禁止」の掲示がなされているので原則としてキャンプはできなくなっている。かつては稚内駅のある宗谷本線で活躍した国鉄蒸気機関車C55形49号機が静態保存されていたが、1996年（平成8年）10月に塩害腐食のため解体処分され現存せず、動輪一対のみが残っている。